# Bothremys
Bothremys is een geslacht van uitgestorven bothremydide pleurodire schildpadden dat werd ontdekt in de buurt van Gloucester, New Jersey. Het geslacht bestaat uit de typesoort Bothremys cooki, en verder Bothremys arabicus, Bothremys kellyi en Bothremys maghrebiana.

## Ontdekking
Het holotype van Bothremys, AMNH 2521,  werd vermoedelijk ontdekt in de Greensand (groenzandformaties) in de buurt van Gloucester Township, New Jersey. Het bestaat uit een gedeeltelijk volledige schedel en een onderkaak.
Joseph Leidy benoemde in 1865 de typesoort Bothremys cooki. De geslachtsnaam is afgeleid van het Grieks βόθρος, bothros, 'put' en emys, 'zoetwaterschildpad'.
Karkaemys arabicus is wel gezien als een Bothremys arabicus, ondanks de grote geografische afstand.
Bothremys kellyi Gaffney et alii 2006 is gebaseerd op AMNH 30553, gevonden in Marokko. Dezelfde herkomst heeft Bothremys maghrebiana Gaffney et alii 2006 gebaseerd op specimen AMNH 30561.

## Beschrijving
In Leidy's beschrijving uit 1865 merkt hij op dat de schedel de gehoorgangen, jukbeenderen en enkele andere kleine botten mist. De onderkaak mist volledig het condyloïde gewricht, dat blijkbaar was vernietigd. De bovenkant van de schedel is bijna vlak, met een lichte voorwaartse helling. De oogkassen zijn relatief klein, naar buiten en naar voren gericht. Een diepe kegelvormige put bezet elke bovenkaak, waarnaar het geslacht vernoemd is, wat Leidy ertoe bracht de aanwezigheid van een tandachtig uitsteeksel te suggereren. De oogkas wordt gescheiden van het slaapuitsteeksel door een benige 'wand' die bestaat uit delen van verschillende schedelbeenderen.